# Město bez aut

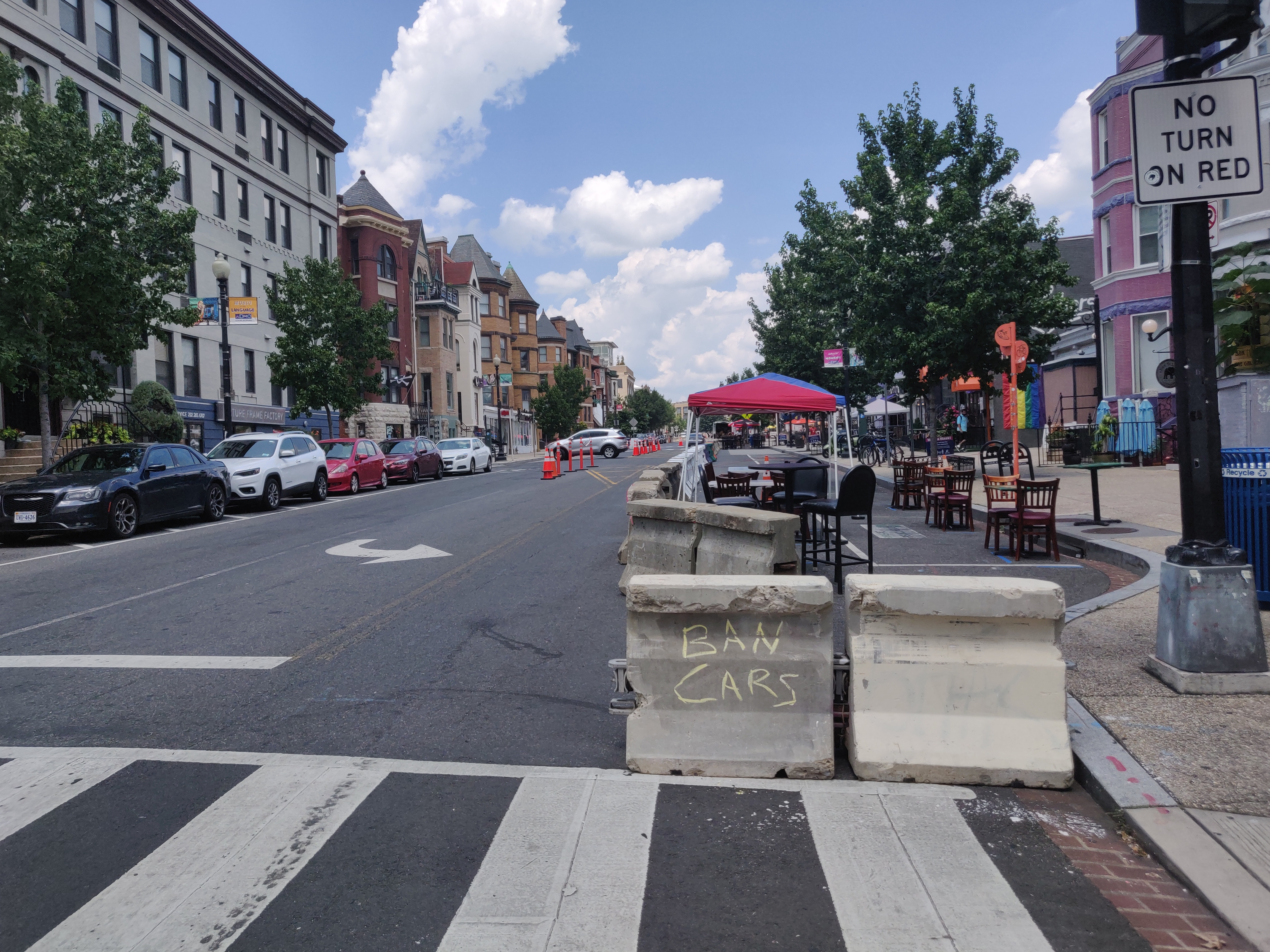
Pěší zóna rozšířená o parkovací místa poskytující prostor pro venkovní sezení během pandemie covidu-19 v městské části Adams Morgan ve Washingtonu, D.C.

Město bez aut (anglicky: carfree city) je městská část bez motorových vozidel, která se spoléhá na veřejnou, pěší a cyklistickou dopravu. Čtvrti, kde je zakázán provoz motorových vozidel, se označují jako zóny bez aut. Modely měst bez aut se prosadily ve druhé polovině 20. století kvůli problémům s dopravními zácpami a infrastrukturou a navrhovaným přínosům pro životní prostředí a kvalitu života. Mnoho měst v Asii, Evropě a Africe má zóny bez aut z důvodu, že města vznikla před vynálezem motorových vozidel, zatímco mnoho rozvojových měst v Asii využívá model bez aut k modernizaci své infrastruktury.

## Motivace
Mezi motivy pro přechod na město bez aut (nebo jeho vytvoření) patří snížení znečištění ovzduší a hluku, zlepšení průchodnosti měst a jeho bezpečnosti. Další je také zlepšení estetiky města a duševního zdraví jeho obyvatel. Omezení automobilů také umožňuje přerozdělit pozemky, které se dříve využívaly pro infrastrukturu vozidel, jako jsou parkoviště a široké silnice. Zejména v rozvojových zemích není současná infrastruktura schopna držet krok s nárůstem počtu osobních vozidel, a to ani po optimalizaci a výstavbě nových silnic. Při správném přerozdělení pozemků by se také mohl snížit efekt městského tepelného ostrova, ke kterému dochází, když je zeleň nahrazena betonem a asfaltem, což má za následek zvýšení teploty v důsledku albedo a dalších efektů.
Pokud jde o dopady na životní prostředí, snížení počtu automobilů soustředěných v městské oblasti může zlepšit kvalitu ovzduší a snížit hluk. Předpokládá se, že znečištění způsobené automobily je příčinou přibližně 184 000 úmrtí na celém světě, a udržení automobilů mimo hustě obydlené oblasti by mohlo snížit dopad tohoto znečištění.

## Dopady
Mezi přímé dopady měst bez aut patří zlepšení kvality ovzduší díky eliminaci znečišťujících látek, které vznikají při spalovacích procesech používaných v mnoha motorových vozidlech, snížení hlukové zátěže a vibrací půdy spojených s používáním motorů a vozidel a snížení efektu městského tepelného ostrova. Dalším dopadem by bylo snížení počtu kolizí a smrtelných úrazů chodců a cyklistů s automobily. Nepřímo, prostřednictvím efektivního a udržitelného využívání zdrojů a rychlejší přepravy zboží a osob se města bez aut snaží zlepšit kvalitu života obyvatel.

### Životní prostředí
Dopady na životní prostředí zahrnují snížení emisí skleníkových plynů a zlepšení úrovně hluku. Po omezení vjezdu automobilů do centra města v Madridu klesla úroveň oxidů dusíku v centru města o 38 % a oxidu uhličitého o 14,2 %. Tyto emise klesly také v celém Madridu, a to o 9 % v případě oxidu dusíku a o 2 % v případě oxidu uhličitého. Kromě toho lze zavedením zón bez aut snížit úroveň okolního hluku, který je spojen s automobilovou dopravou, jak je patrné ze snížení hlukové zátěže o 10 dB, k němuž dochází v Bruselu o nedělích bez aut.

### Ekonomické
Obyvatelé oblastí bez aut mohou těžit z nárůstu zelených ploch a zlepšení ekonomiky. V Madridu vedlo omezení vjezdu automobilů do centra města ke zvýšení spotřebitelských výdajů o 9,5 % na hlavní nákupní třídě a o 3,3 % v celém Madridu. Obyvatelé zón bez aut v Nizozemsku navíc profitují ze zvýšení hodnoty nemovitostí, nicméně sousední zóny bez aut se musely vypořádat s přeléváním vlivů kvůli nemožnosti parkování automobilů v zónách bez aut. Tím vystupuje do popředí nutnost dostatečného parkování v blízkosti těchto zón a otázka, zda tyto zóny nejsou nespravedlivé. Návrhy na města bez aut také omezují možnosti dopravy. Města se liší mírou závislosti na automobilové dopravě a městská struktura má tendenci sledovat model koncentrických zón. Lidé žijící na předměstích a exurbiích tak mohou v rámci plánů přestavby centrálních a bohatých rezidenčních oblastí získat jen malý prospěch a ztratit pohodlný přístup do vnitřního města.

### Individuální
Individuální dopady se týkají revitalizace prostoru, která podporuje větší fyzickou aktivitu lidí, ať už jde o dojíždění do práce, cvičení nebo volný čas. Snížením rozrůstání měst se podle názoru respondentů zlepší dopady na duševní zdraví díky menšímu množství sociálních a estetických problémů způsobených segregací a izolací ve společnostech závislých na automobilech.

## Příklady

### Benátky
Italské Benátky slouží jako příklad města fungujícího bez aut. Město bylo založeno před více než 1500 lety, tedy dávno před vynálezem automobilu. Návštěvníci, kteří přijíždějí do města autem, nebo obyvatelé, kteří vlastní automobil, musí svůj vůz zaparkovat na parkovišti mimo město a poté pokračovat do města buď pěšky nebo vlakem. Převažujícím způsobem dopravy ve městě je pěší doprava. K dispozici jsou také motorizované vodní autobusy (vaporetti), které jezdí po městských kanálech.

### Barcelona
V rámci plánu městské mobility z roku 2014 zavedla španělská Barcelona devět městských bloků širokých pouze pro pěší, známých jako „superbloky“, jejichž obvody zůstávají otevřené pro všechna auta a městské autobusy, zatímco uvnitř je povolena pouze místní doprava, která musí jet rychlostí nižší než 10 km/h. Vedení města uvádí několik cílů tohoto plánu, včetně udržitelnější mobility a revitalizace veřejných prostranství. Pandemie covidu-19 dala vzniknout návrhům na radikální změnu organizace Barcelony, jako je Manifest za reorganizaci města po covidu-19, který v Barceloně vydal teoretik architektury Massimo Paolini a podepsalo jej 160 akademiků a 300 architektů, a jehož klíčovým prvkem je eliminace automobilů.

### Heidelberg
Německé město Heidelberg od roku 2021 podle deníku The New York Times „nakupuje flotilu autobusů na vodíkový pohon, buduje síť cyklistických ‚superdálnic‘ na předměstí a navrhuje čtvrti tak, aby odrazovaly od všech vozidel a podporovaly chůzi“. Každému majiteli automobilu, který se vzdá svého vozu, je poskytnuta pobídka v podobě jednoho roku veřejné dopravy zdarma.

### Gent
V belgickém Gentu byl zahájen plán cirkulace a nyní je celé centrum města (35 hektarů) částečně bez aut. Existují úseky, kde mohou jezdit auta, i úseky, které jsou bez aut. Do některých úseků může vjíždět veřejná doprava, taxíky a držitelé povolení k vjezdu, ale jejich rychlost nesmí překročit 20 km/h. Kolem centra města existuje parkovací trasa, která využívá naváděcí systém pro zajištění přístupu do všech částí města a podzemních garáží. Přechod k projektu města na bez aut výrazně snížil dopravní zácpy a zvýšil využívání jiných druhů dopravy, například jízdních kol a veřejné dopravy.

## Situace v Česku
Diskuze o omezování dopravy ve velkých městech do Česka přichází s velkým zpožděním oproti jiným evropským metropolím. V Praze, kde je víc aut na tisíc obyvatel než v mnoha jiných metropolích je velmi špatná kvalita ovzduší. Až 73 % emisí ze silniční dopravy pochází z osobních automobilů, kterých je podle expertů v českém hlavní městě příliš. Např. v Plzeňské ulici dle měření z roku 2024 sahal výskyt nanočástic až k 60 mikrogramů na metr krychlový. WHO přitom za přijatelné a bezpečné znečištění považuje přítomnost pouze 10 mikrogramů částic na metr krychlový.
Extrémně hustá automobilová doprava v Praze vede také k většímu počtu dopravních nehod, který několik desítek let výrazně stoupá. V roce 2023 se v Praze konalo několik protestních pochodů za snížení maximální povolené rychlosti na 30 km/h, která by podle nich snížila bezpečnost v ulicích. Zástupci vedení Prahy argumentaci odmítli s tím, že se nebrání omezení rychlosti v rezidenčních oblastech. Dle průzkumu z roku 2024 se v pražské dopravě se cítí v nebezpečí čtyřicet procent obyvatel. S plošným snížením maximální povolené rychlosti na 30 km/h dotázaní v průzkumu většinou nesouhlasili, proti bylo 60% Pražanů. Mezi evropskými metropolemi se v tak Praha v průzkumu umístila mezi nejhoršími.
K omezení dopravy na území Prahy zatím přistoupilo vedení Prahy 1, které od 24. července 2024 zakázalo automobilům vjezd do Starého města mezi 22:00 a 06:00, aby se omezil hluk z dopravy, který obtěžoval místní obyvatele.